# Se (časopis)

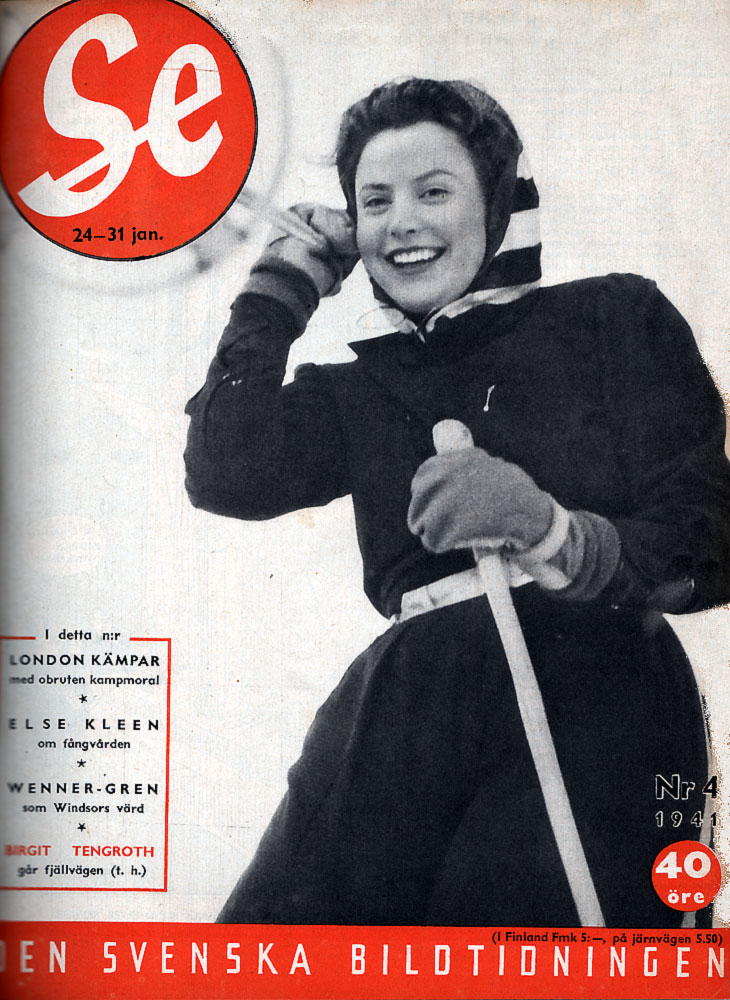
Obálka časopisu s Birgitou Tengrothovou

Se byl švédský časopis obsahující převážně fotoreportáže, který vycházel od roku 1938 do roku 1981. Časopis založil novinář Carl-Adam Nycop a vydavatel Åke Bonnier jako odezvu na americké fotožurnalistické časopisy Life nebo Look.

## Historie
Carl-Adam Nycop pracoval v redakci jako editor až do roku 1944, pak odešel do magazínu Expressen. Pro vydavatelství pracovalo několik významných švédských osobností, například karikaturista Rit-Ola, fotografové Lennart Nilsson, Kary H Lasch, Anna Riwkin-Brick a Karl W. Gullers nebo žurnalisté Rune Moberg, Sven Sörmark a Gits Olsson.
Během 60. a 70. let titul čelil finančním potížím a v roce 1970 se zaměřil na mužské čtenáře díky záběrům erotického charakteru. Pravidelné vydávání se zastavilo v roce 1981.

## Galerie

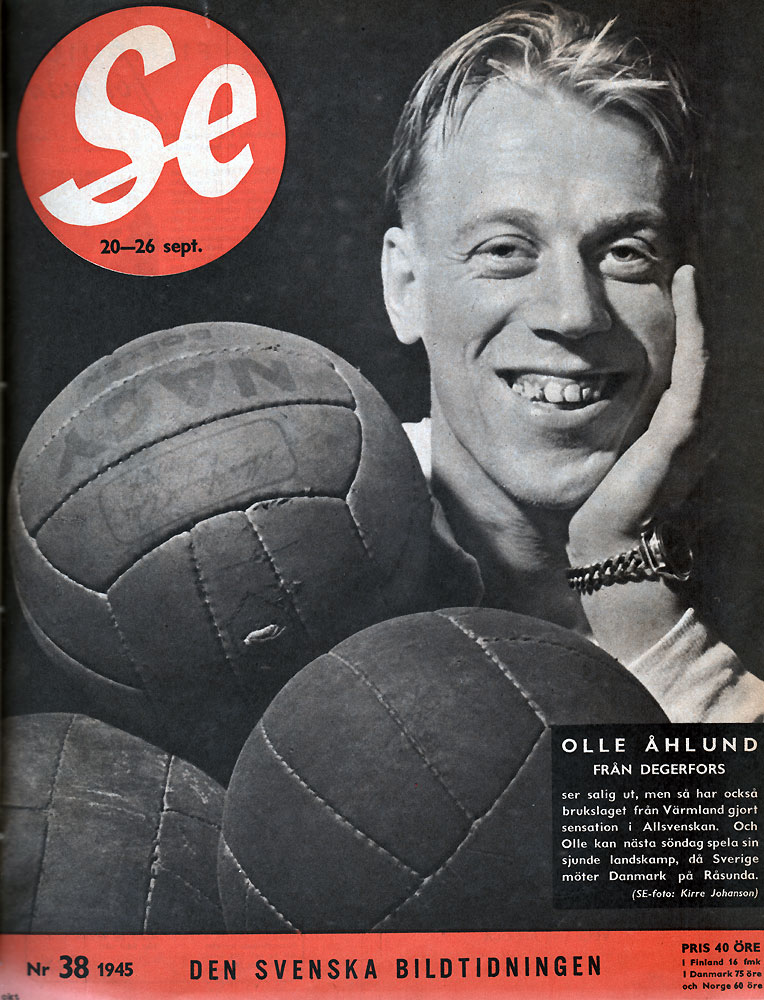
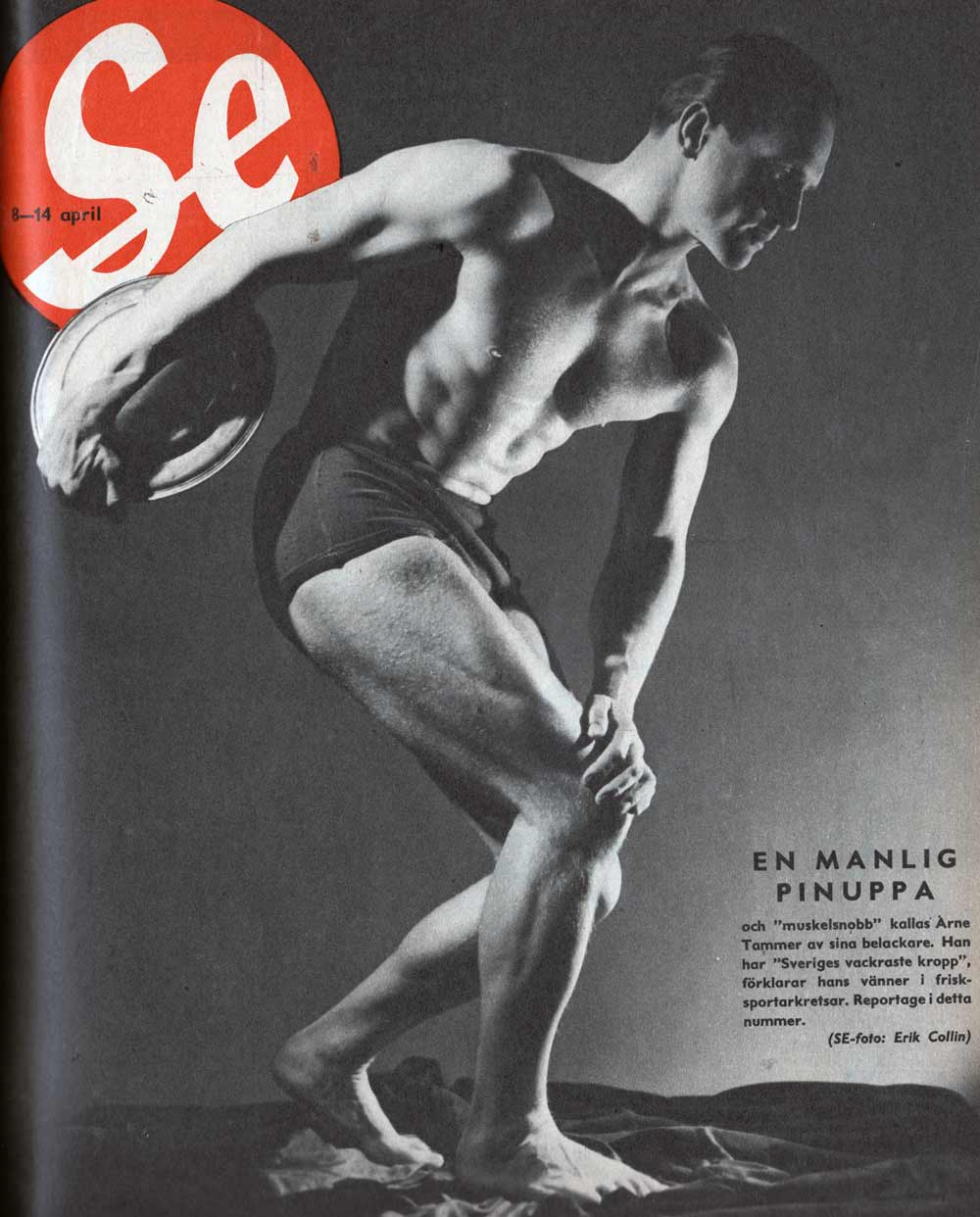
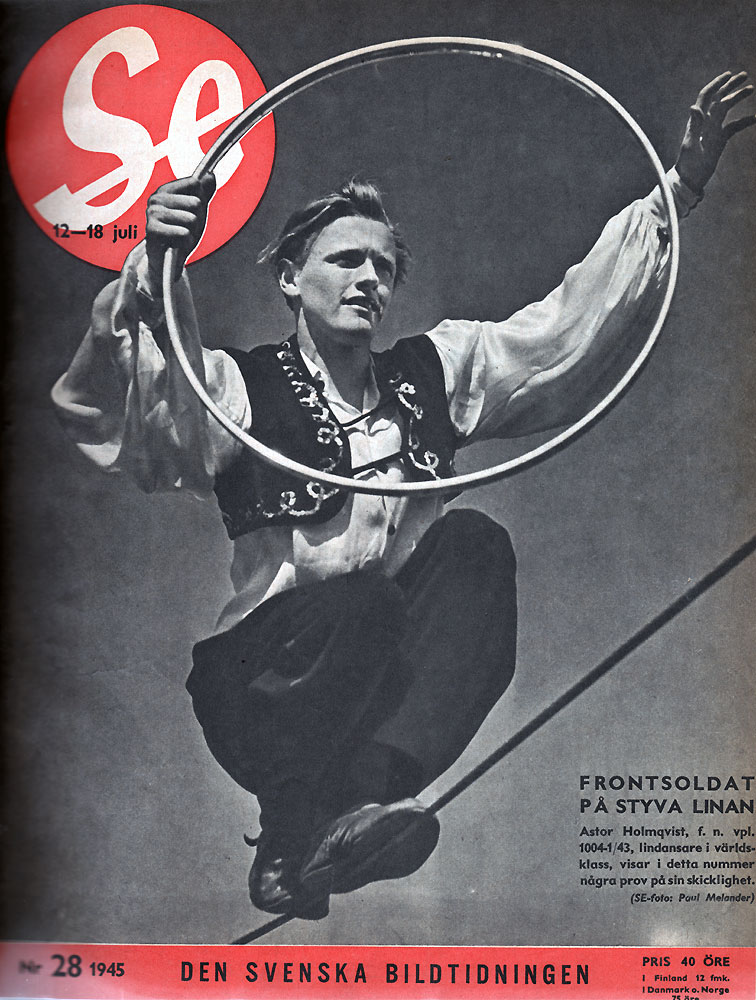
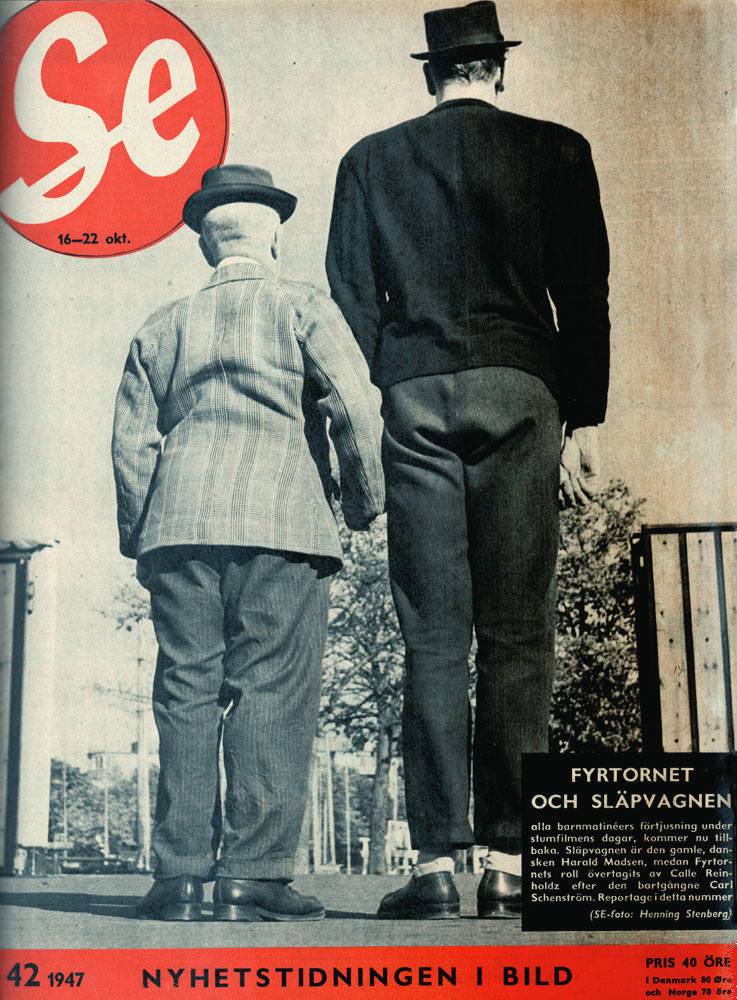
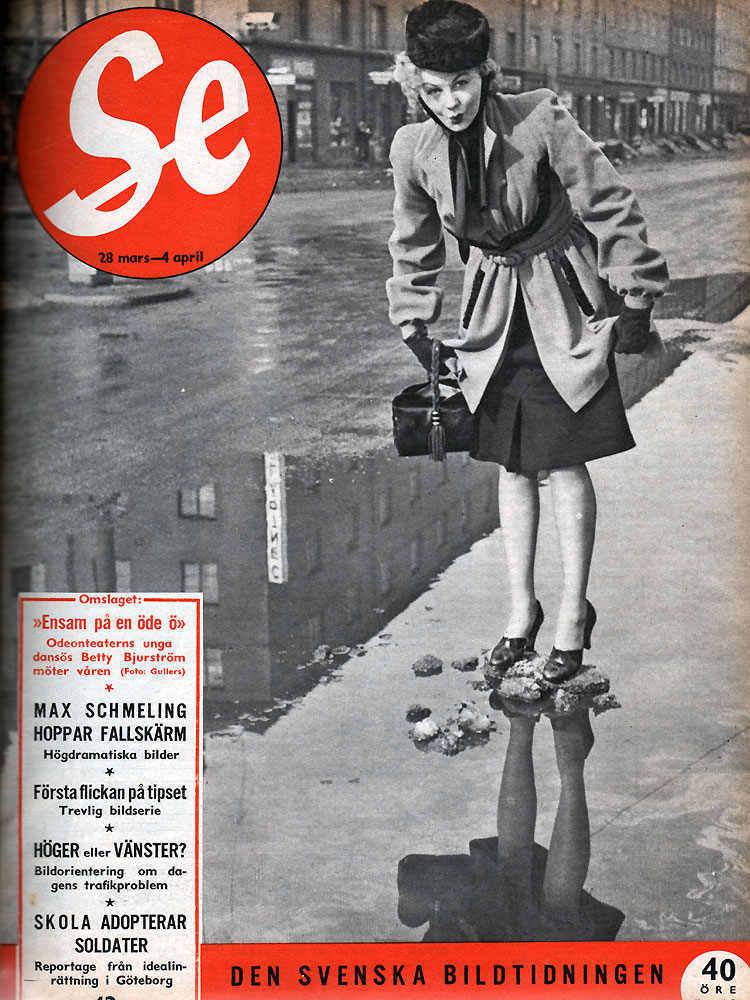
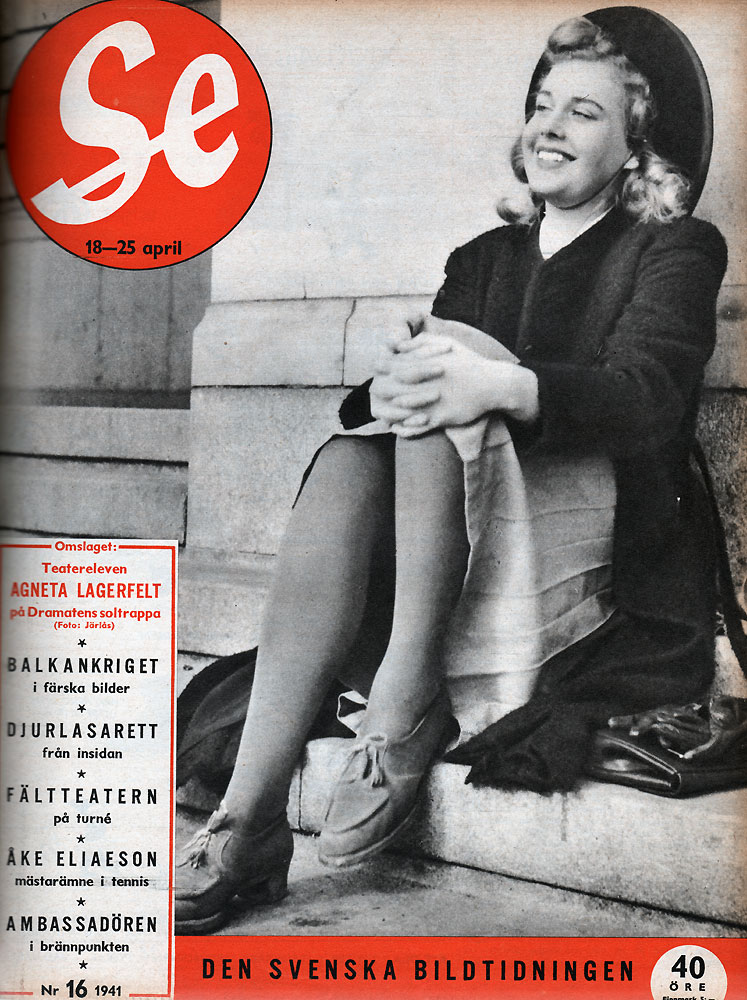
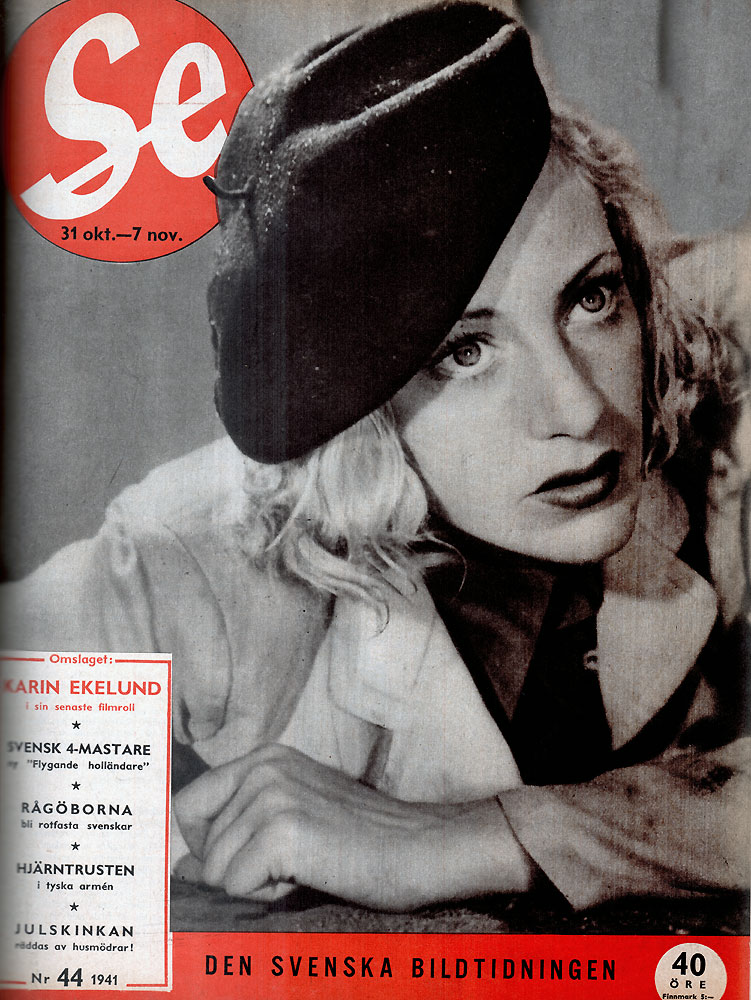
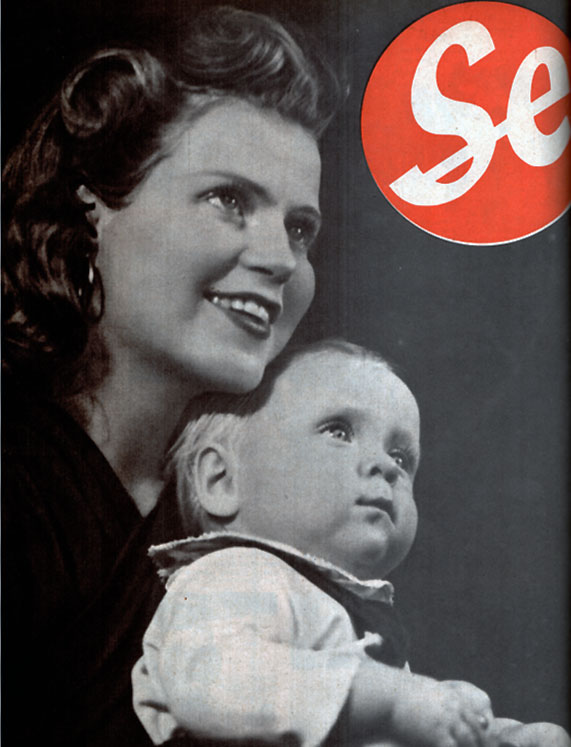